# Anne Heche
Anne Celeste Heche (Aurora, 25 maggio 1969 – Los Angeles, 11 agosto 2022) è stata un'attrice statunitense.

## Biografia
Nata nell'Ohio, figlia di Nancy e Donald Heche, ebbe un'infanzia difficile e tormentata. Il padre, direttore di un coro, morì di AIDS quando lei aveva 14 anni. Nello stesso anno morì anche il fratello Nate in un incidente stradale. Un'altra sua sorella, Cynthia, era morta pochi mesi dopo la nascita per un problema al cuore, mentre nel 2006 sua sorella Susan morì per un cancro al cervello. Si trasferì con la madre a Chicago, dove per mantenersi iniziò a lavorare in vari locali esibendosi come cantante. Durante la scuola superiore iniziò a studiare recitazione e partecipò ad alcune rappresentazioni teatrali; venne notata da un talent scout, che le offrì un contratto per partecipare alla soap opera Così gira il mondo ma, su consiglio della madre, rifiutò, preferendo terminare gli studi.

### Carriera

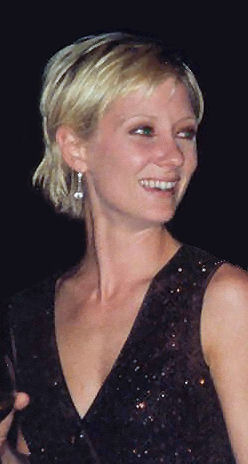
Anne Heche ai Premi Emmy del 1997

Subito dopo il diploma, accettò un'offerta per entrare nel cast di un'altra soap opera, Destini, ambientata a New York, dove si trasferì. Il debutto sul grande schermo arrivò nel 1992 con O Pioneers!, seguito nel 1993 da Le avventure di Huck Finn. Successivamente partecipò ad alcuni film indipendenti e film tv, fino al 1997, anno in cui recitò in Donnie Brasco, So cosa hai fatto e Sesso & potere. Nel 1998 girò il film Sei giorni, sette notti (Six Days, Seven Nights), diretto da Ivan Reitman, insieme ad Harrison Ford. 
Dopo due anni di relazione con Steve Martin, l'attrice fece scalpore quando annunciò la sua relazione con Ellen DeGeneres, alimentando i gossip. I giornali scandalistici di tutto il mondo furono in prima fila nel diffondere la notizia, soprattutto quando per la coppia si parlò di matrimonio.
Partecipando ad alcuni episodi della sitcom Ellen, dove la compagna era protagonista, conobbe il cameraman Coley Laffoon, sposato nel 2001 e da cui ebbe un figlio. La coppia si separò nel 2007 per divorziare nel 2009. 
Nel 2000 esordì nella regia con il film tv Women, seguito di Tre vite allo specchio in cui aveva recitato nel 1996; in seguito partecipò alla serie tv Ally McBeal, ai film John Q e Birth - Io sono Sean; inoltre partecipò ad altre serie tv, come Everwood e Nip/Tuck. Tra il 2006 e il 2008 fu la protagonista della serie tv Men in Trees - Segnali d'amore. Dal 2007 al 2018 fu la compagna dell'attore James Tupper, da cui ebbe il suo secondo figlio, nato nel 2009.

### Morte
Il 5 agosto 2022 la Heche fu coinvolta in un incidente automobilistico in tre fasi con la sua auto, una Mini Cooper blu, a Los Angeles. La prima collisione avvenne quando il suo veicolo colpì il garage di un appartamento. Il veicolo della Heche colpì successivamente un'altra auto, senza fermarsi. Nella fase finale, il suo veicolo colpì una casa, sfondò un muro e si incastrò nell'edificio, intrappolando la Heche all'interno. Il veicolo quindi prese fuoco e l'incendio si propagò a tutto l'edificio, impiegando più di un'ora per estinguersi completamente e richiedendo l'intervento di decine di vigili del fuoco. Questi ultimi inizialmente non erano a conoscenza del fatto che una persona era intrappolata nel veicolo, e impiegarono più di 45 minuti per estrarre la Heche, che aveva subito gravi ustioni e intossicazione da inalazione di fumo quando venne recuperata.
Anne Heche, dopo le prime cure di emergenza, fu portata al Grossman Burn Center presso il West Hills Hospital, per cure specialistiche nel centro ustionati. L'8 agosto fu reso noto che l'attrice era in coma in condizioni critiche e necessitava di ventilazione artificiale per le lesioni polmonari subite. L'11 agosto fu dichiarato che non ci si aspettava che la Heche sopravvivesse alla anossia cerebrale che aveva subito, ma che la si stava tenendo in vita per determinare se i suoi organi fossero idonei per la donazione, in conformità con i suoi desideri. La Heche fu dichiarata cerebralmente morta poche ore dopo, ma rimasero in funzione i supporti vitali intanto che se ne valutava l'idoneità come donatrice di organi e venivano individuati i riceventi. La Heche venne considerata legalmente morta da quel momento, secondo la legge della California.
Il 14 agosto fu annunciato che i destinatari degli organi erano stati trovati e che il corpo sarebbe stato sottoposto quel giorno al prelievo. Quella sera, il suo addetto stampa annunciò che le era stato "pacificamente tolto il supporto vitale". L'ufficio del Los Angeles County Medical Examiner-Coroner registrò la causa della morte come "inalazione e lesioni termiche", con "frattura sternale dovuta a trauma contusivo" elencata come "altra condizione significativa", e stabilì che la sua morte era dovuta a un incidente. Il corpo fu cremato e le ceneri sepolte all'Hollywood Forever Cemetery il 14 maggio 2023.

### Eredità
L'eredità di Anne Heche e la gestione dei suoi beni sono state oggetto di controversie legali e di una disputa tra i suoi figli, Homer Laffoon e Atlas Tupper. Dopo la morte dell'attrice, è emerso un dibattito legale tra suo figlio maggiore, Homer Laffoon – avuto dell'agente immobiliare Coley –, e il suo figlio più giovane, Atlas Tupper (nato dalla relazione con l'attore James Tupper), riguardo alla gestione dell'eredità e alla nomina di un tutore. I resti della casa colpita accidentalmente dalla loro madre, poi ristrutturata, è stata posta in vendita.

## Filmografia

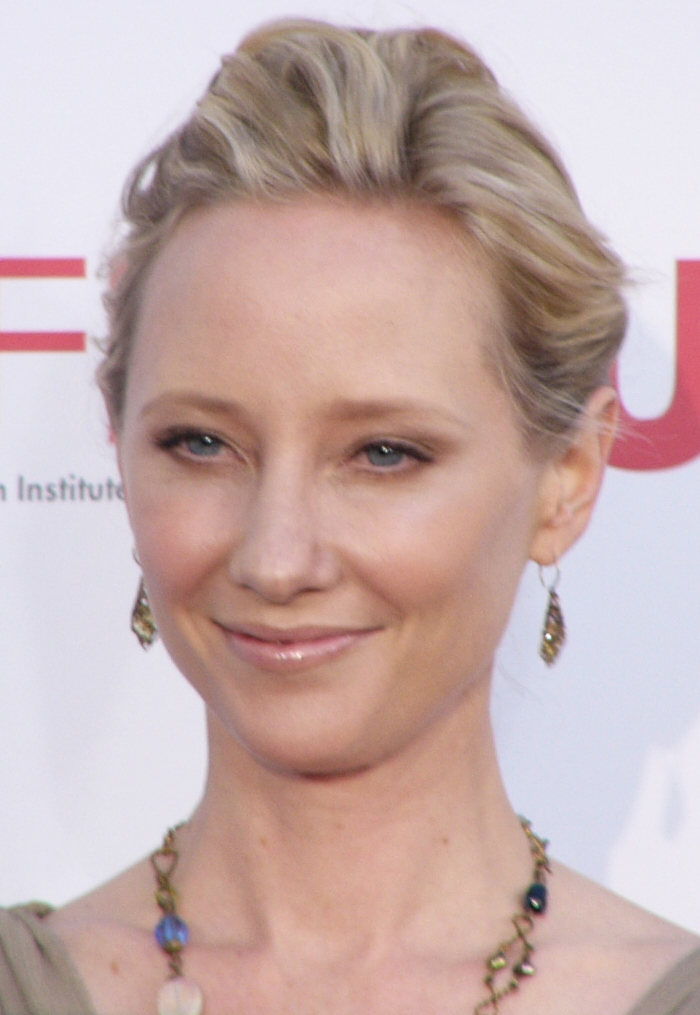
Anne Heche ai Saturn Awards 2007

### Attrice

#### Cinema
- Le avventure di Huck Finn (The Adventures of Huck Finn), regia di Stephen Sommers (1993)
- Una figlia in carriera (I'll Do Anything), regia di James L. Brooks (1994)
- Lezioni di anatomia (Milk Money), regia di Richard Benjamin (1994)
- Uno strano scherzo del destino (Simple Twist of Fate), regia di Gillies MacKinnon (1994)
- Il tocco del diavolo (Wild Side), regia di Donald Cammell (1995)
- Parlando e sparlando (Walking and Talking), regia di Nicole Holofcener (1996)
- L'eroe del cielo (Pie in the Sky), regia di Bryan Gordon (1996)
- Il giurato (The Juror), regia di Brian Gibson (1996)
- Donnie Brasco, regia di Mike Newell (1997)
- Vulcano - Los Angeles 1997 (Volcano), regia di Mick Jackson (1997)
- So cosa hai fatto (I Know What You Did Last Summer), regia di Jim Gillespie (1997)
- Sesso & potere (Wag the Dog), regia di Barry Levinson (1997)
- Psycho, regia di Gus Van Sant (1998)
- Il tempo di decidere (Return to Paradise), regia di Joseph Ruben (1998)
- Sei giorni, sette notti (Six Days Seven Nights), regia di Ivan Reitman (1998)
- Il terzo miracolo (The Third Miracle), regia di Agnieszka Holland (1999)
- Auggie Rose, regia di Matthew Tabak (2000)
- Prozac Nation, regia di Erik Skjoldbjærg (2001)
- John Q, regia di Nick Cassavetes (2002)
- Birth - Io sono Sean (Birth), regia di Jonathan Glazer (2004)
- Sexual Life, regia di Ken Kwapis (2005)
- Suffering Man's Charity, regia di Alan Cumming (2007)
- What Love Is, regia di Mars Callahan (2007)
- Toxic Skies, regia di Andrew C. Erin (2008)
- Toy Boy - Un ragazzo in vendita (Spread), regia di David Mackenzie (2009)
- I poliziotti di riserva (The Other Guys), regia di Adam McKay (2010)
- Benvenuti a Cedar Rapids (Cedar Rapids), regia di Miguel Arteta (2011)
- Rampart, regia di Oren Moverman (2011)
- Il mondo di Arthur Newman (Arthur Newman), regia di Dante Ariola (2012)
- Joker - Wild Card (Wild Card), regia di Simon West (2015)
- Catfight - Botte da amiche (Catfight), regia di Onur Tukel (2016)
- Adorabile nemica (The Last Word), regia di Mark Pellington (2017)
- Armed Response, regia di John Stockwell (2017)
- Il mio amico Dahmer -  Le origini di un mostro (My friend Dahmer), regia di Marc Meyers (2017)
- Migliori nemici (The Best of Enemies), regia di Robin Bissell (2019)
- L'ora della verità (The Vanished), regia di Peter Facinelli (2020)
- 13 minuti (13 Minutes), regia di Lindsay Gossling (2021)

#### Televisione
- Destini (Another World) – soap opera, 69 puntate (1987-1991)
- Terra di pionieri (O Pioneers!), regia di Glenn Jordan – film TV (1992)
- The Investigator, regia di Matthew Tabak – film TV (1994)
- The Prison (Against the Wall), regia di John Frankenheimer – film TV (1994)
- 1996, episodio di Tre vite allo specchio (If These Walls Could Talk), regia di Cher – film TV (1996)
- Manhattan Miracle, episodio di Subway Stories - Cronache metropolitane (SUBWAYStories: Tales from the Underground), regia di Ted Demme – film TV (1997)
- Ally McBeal – serie TV, 7 episodi (2000-2001)
- Gracie's Choice, regia di Peter Werner – film TV (2004)
- Everwood – serie TV, 10 episodi (2004-2005)
- Nip/Tuck – serie TV, episodi 3x07-3x08-3x09 (2005)
- Le campane d'argento (Silver Bells), regia di Dick Lowry – film TV (2005)
- Desiderio fatale (Fatal Desire), regia di Ralph Hemecker – film TV (2006)
- Masters of Science Fiction – serie TV, episodio 1x03 (2007)
- Men in Trees - Segnali d'amore (Men in Trees) – serie TV, 36 episodi (2006-2008)
- Hung - Ragazzo squillo (Hung) – serie TV, 30 episodi (2009-2011)
- Il silenzio del testimone (Silent Witness), regia di Peter Markle – film TV (2011)
- Save Me – serie TV, 7 episodi (2013)
- The Michael J. Fox Show – serie TV, 5 episodi (2013-2014)
- Dig – serie TV, 10 episodi (2015)
- Quantico – serie TV, episodi 1x09-3x09 (2015; 2018)
- Aftermath – serie TV, 13 episodi (2016)
- The Brave – serie TV, 13 episodi (2017-2018)
- Chicago P.D. – serie TV, 11 episodi (2018-2019)
- All Rise – serie TV, 4 episodi (2021)

### Doppiatrice
- Higglytown Heroes - 4 piccoli eroi (Higglytown Heroes) – serie animata, 3 episodi (2005-2006)
- La leggenda di Korra (The Legend of Korra) – serie animata, 14 episodi (2014)

### Regista
- Women (If These Walls Could Talk 2) – film TV (2000)
- Ellen DeGeneres: American Summer Documentary (2001)
- Reaching Normal, episodio di On the Edge – film TV (2001)

## Doppiatrici italiane
Nelle versioni in italiano delle opere in cui ha recitato, Anne Heche è stata doppiata da:
- Cristina Boraschi in Il giurato, Donnie Brasco, Sei giorni, sette notti, Il terzo miracolo, John Q, Rampart
- Claudia Razzi in Sesso & potere, I poliziotti di riserva, Quantico, All Rise
- Sabrina Duranti in Desiderio fatale, Masters of Science Fiction, Hung - Ragazzo squillo, Benvenuti a Cedar Rapids
- Claudia Catani in Psycho, Il tempo di decidere, The Brave
- Roberta Greganti in Men in Trees - Segnali d'amore, Chicago P.D.
- Emilia Costa in Toy Boy - Un ragazzo in vendita, Il silenzio del testimone
- Francesca Fiorentini ne Il mondo di Arthur Newman, Adorabile nemica
- Liliana Sorrentino in Destini
- Paola Valentini in Terra di pionieri
- Cinzia De Carolis ne Le avventure di Huck Finn
- Doriana Chierici in Lezioni di anatomia
- Laura Boccanera in Vulcano - Los Angeles 1997
- Lorena Bertini in So cosa hai fatto
- Renata Bertolas in Prozac Nation
- Daniela Fava in Ally McBeal
- Alessandra Cassioli in Birth - Io sono Sean
- Loredana Nicosia in Everwood
- Germana Pasquero in Nip/Tuck
- Elisabetta Spinelli in One Cristhmas Eve
- Chiara Colizzi in Joker - Wild Card
- Patrizia Burul in Catfight - Botte da amiche
- Marina Thovez in Opening Night
- Daniela Abbruzzese in Migliori nemici
- Patrizia Mottola ne L'ora della verità

Da doppiatrice è sostituita da:
- Georgia Lepore in Superman: Doomsday - Il giorno del giudizio
- Sabrina Duranti in La leggenda di Korra